# Церковь Рождества Иоанна Предтечи (Садки)
Церковь Рождества Иоанна Предтечи (Иоанно-Предтеченский храм) — православный храм в деревне Садки городского округа Истра Московской области. Относится к Истринскому благочинию Одинцовской епархии Русской православной церкви.

## История
Первая деревянная церковь в сельце Садки была сооружена, в конце XVII века, княгиней Аграфеной Степановной Урусовой, что документально зафиксировано в челобитной от 23 февраля 1699 года.

3 июня 1731 года в Синодальный Казенный Приказ, по прошению владельца сельца, Фёдора Лопухина, было подано прошение, в котором говорилось 
в Московском уезде, в Загородской десятине, в вотчине господина моего бригадира Федора Аврамовича Лопухина, в селе Ивановском, Садки тож, имеется церковь Рождества Иоанна Предтечи, в которой святый антиминс изветшал и служить на нем за ветхостью не возможно, чтоб повелено было, вместо ветхого означенного антиминса, выдать из Синодальнаго дому освященный антиминс.
 Дело рассматривалось в приказе, был выдан новый антиминс, а в 1741 году Фёдор Лопухин построил новую, каменную церковь Рождества Иоанна Предтечи, в стиле барокко, после чего Садки официально стали селом.
После войны 1812 года церкви потребовался ремонт, был обновлён иконостас, в 1830 году построена существующая поныне ампирная колокольня, вместо прежней звонницы, в 1837 году церковь расписана. Закрыта в 1937 году, последний настоятель Иван Григорьевич Евдокимов арестован 27 июля 1937 года и 9 декабря того же года расстрелян на Бутовском полигоне. Во время битвы за Москву 1941 года церковь стала крайним пунктом, до которого дошли фашисты.
В послевоенное время помещение использовалось для хранения сена и угля, с 1970 года принадлежало Мосэнерго, с 1976 года — тресту Мосзарубежстрой и использовалось в качестве мастерской для изготовления химзащитного инвентаря. Возвращен церкви в 1991 году, 6 декабря того же года был отслужен водосвятный молебен и совершено малое освящение храма. 25 марта 2007 года совершено великое освящение храма архиепископом Можайским Григорием, при церкви действует воскресная школа.